# Kyros A (Inschrift)

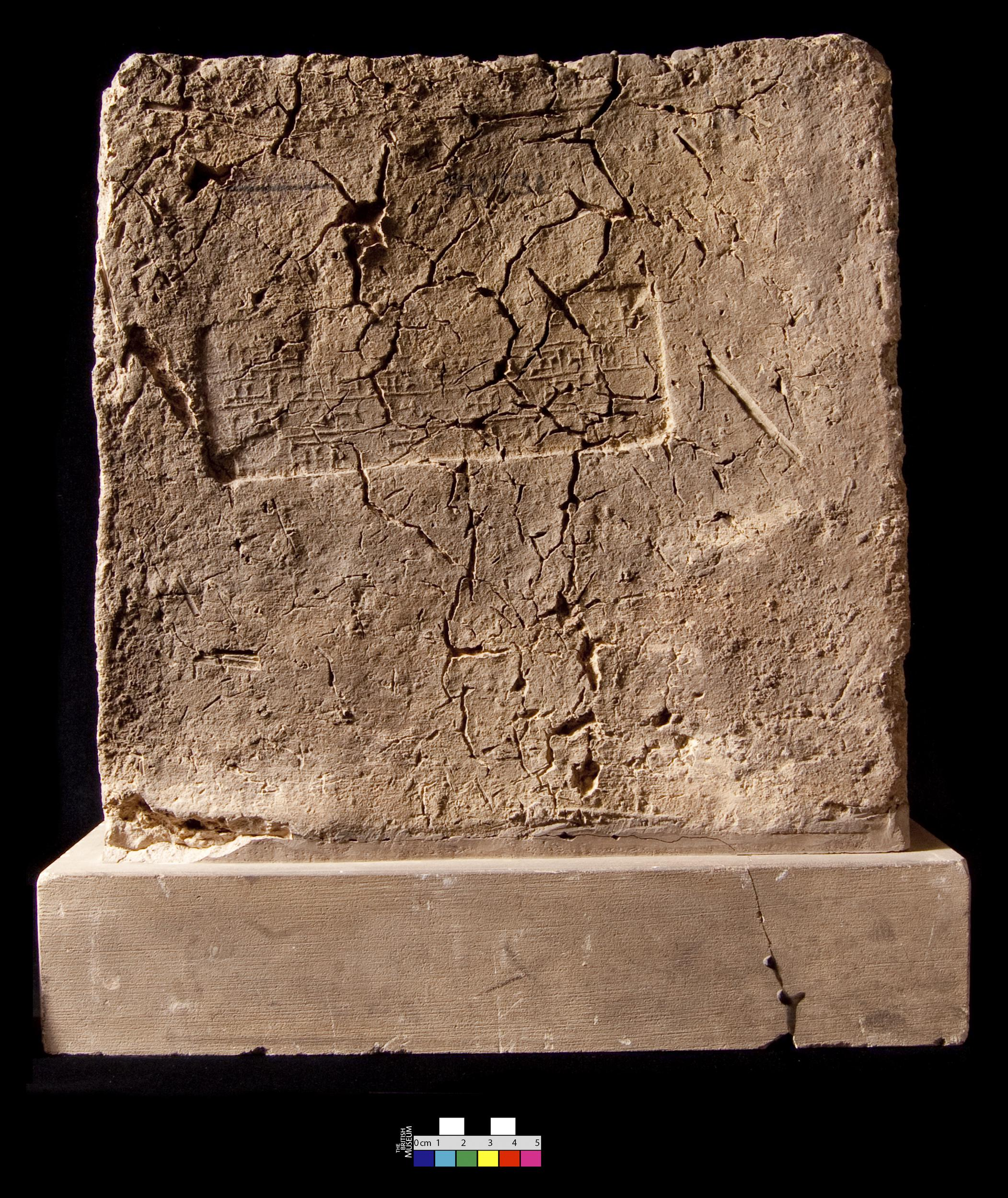
Lehmziegel mit Kyros A aus Uruk. British Museum, Inventarnummer BM 90731

Kyros A ist die inoffizielle Bezeichnung für eine Inschrift des persischen Königs Kyros II. aus Uruk. Die auf einen Backstein gestempelte Inschrift liegt in babylonischer Sprache vor. Von den ursprünglich vier vorhandenen Stempeln ist heute nur noch ein Exemplar vorhanden.

## Inhalt
„1Kūraš, [der König der Länder,] 2der Esangil und Ezida liebt, 3der Erbsohn des Kambyses, 4der mächtige König, bin ich“

## Fundort
Das einzige vorhandene Exemplar wurde in der Tempelanlage Eanna von William Loftus gefunden und 1851 ins British Museum gebracht (Inventarnummer BM 90731).

## Forschungsgeschichte
Der erste Abdruck der Inschrift wurde 1850 vom englischen Archäologen William Loftus auf seinen Reisen in den Vorderen Orient entdeckt. George Smith publizierte 1873 die erste Transliteration und Übersetzung. Das Fundstück wird von heutigen Wissenschaftlern als „stark abgerissen“ und „verunstaltet, stark abgenutzt“ beschrieben.
Drei weitere Exemplare (W 1141, W 1142 und W 1814), die von deutschen Archäologen in den 1920er Jahren entdeckt wurden, sind verschollen. Von der deutschen Entdeckung fertigte Albert Schott eine Handkopie an, die 1930 veröffentlicht wurde. Die heute vorliegende Transliteration und Übersetzung der Inschrift basiert auf dieser Handkopie.